# Korkeasaari (ö i Finland, Norra Savolax, Nordöstra Savolax)
Korkeasaari är en ö i Finland. Den ligger i sjön Tiilikka och i kommunen Rautavaara i den ekonomiska regionen  Nordöstra Savolax ekonomiska region  och landskapet Norra Savolax, i den centrala delen av landet, 400 km norr om huvudstaden Helsingfors. Öns area är 1,3 hektar och dess största längd är 220 meter i sydväst-nordöstlig riktning.